# Пугачёво (Хайбуллинский район)
Пугачёво (баш. Пугачёво) — деревня в Хайбуллинском районе Башкортостана, входит в состав Ивановского сельсовета.

## Географическое положение
Расстояние до:
- районного центра (Акъяр): 39 км,
- центра сельсовета (Ивановка): 6 км,
- ближайшей ж/д станции (Сара): 95 км.

## Население
| 2002 | 2010 |
| ---- | ---- |
| 121  | ↘89  |

### Национальный состав
Согласно переписи 2002 года, преобладающие национальности — чуваши (97 %), башкиры (3 %).